# Muscle long du cou
Le muscle long du cou est un muscle cervical qui appartient au groupe profond des muscles antérieurs du cou. C'est un des muscles prévertébraux du cou.

## Description
Le muscle long du cou est situé le long du rachis cervical entre C1 et T3.
Il est en forme de triangle isocèle à base médiale, large, et dont l'axe horizontal est court.
Il est constitué de trois parties formant les trois côtés du triangle : un faisceau longitudinal ou vertical, un faisceau oblique supérieur et un faisceau oblique inférieur.

## Origine

### Faisceau longitudinal
La partie longitudinale du muscle long du cou nait  des corps des trois premières vertèbres thoraciques et des trois dernières vertèbres cervicales ainsi que des processus transverses des quatrième, cinquième et sixième vertèbres cervicales.

### Faisceau oblique supérieur
La partie oblique supérieure nait des processus transverses des troisième, quatrième et cinquième vertèbres cervicales.

### Faisceau oblique inférieur
La partie oblique inférieure nait des corps des trois premières vertèbres thoraciques.

## Trajet

### Faisceau longitudinal
Le faisceau longitudinal  se dirige verticalement en suivant la courbure du rachis (concavité postérieure).

### Faisceau oblique supérieur
Le faisceau oblique supérieur se dirige en bas et en dehors.

### Faisceau oblique inférieur
Le faisceau oblique inférieur se dirige en haut et en dehors.

## Insertion

### Faisceau longitudinal
Le faisceau longitudinal  se termine sur les corps des deuxième, troisième et quatrième vertèbres cervicales.

### Faisceau oblique supérieur
Le faisceau oblique supérieur se termine sur le tubercule antérieur de l’arc antérieur de l’atlas.

### Faisceau oblique inférieur
Le faisceau oblique inférieur se termine sur les processus transverses des trois dernières vertèbres cervicales.

## Innervation
Le muscle long du cou est innervé par le plexus cervical profond par les branches cervicales de C1 à C8.

## Action
Par contraction bilatérale, ils provoquent une flexion du rachis cervical.
Par contraction unilatérale, il est fléchisseur et inclinateur homolatéral du rachis cervical.

## Galerie

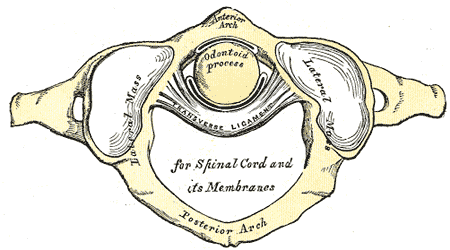
L'atlas.